# Хацудзакура
«Хацудзакура» (Hatsuzakura, яп. 初櫻) — ескортний міноносець Імперського флоту Японії, який взяв участь у Другій світовій війні.

## Історія створення
Корабель, який став двадцять шостим серед завершених ескортних міноносців типу «Мацу» (та восьмим серед таких кораблів підтипу «Татібана»),  був закладений 4 грудня 1944 року на верфі флоту в Йокосуці. Спущений на воду 10 лютого 1945 року, вступив у стрій 18 травня 1945 року.

## Історія служби

### У складі ВМС Японії
За весь час після завершення та до закінчення війни «Хацудзакура» не полишав вод Японського архіпелагу, при цьому з 15 липня він був підпорядкований військово-морському округу Йокосука, де й перебував на момент капітуляції. 27 серпня «Хацудзакура» виходив для зустрічі американського лінкора «Міссурі», який прибув до Токійської затоки (2 вересня на його борту підпишуть акт про капітуляцію).
У вересні 1945-го корабель виключили зі списків ВМФ та призначили для участі в репатріації японців (по завершенні війни з окупованих територій на Японські острови вивезли кілька мільйонів військовослужбовців та цивільних японської національності). Є відомості, що «Хацудзакура» взяв участь у вивезенні японців із Сайгону (зараз Хошимін на півдні В'єтнаму).

### У складі ВМФ Японії
5 липня 1947-го «Хацудзакура» передали СРСР, де його перейменували у «Ветреный», а з 22 жовтня 1947-го у «Выразительный». Корабель простояв у Владивостоці до березня 1949-го, після чого перекласифікований у корабель-ціль та з червня дістав нову назву «ЦЛ-26». У 1951—1953 роках він пройшов відповідне переобладнання на заводі у Совєтській Гавані. 19 лютого 1959-го «ЦЛ-26» виключили зі списків флоту та здали на злам.